# Hyundai Mufasa
Der Hyundai Mufasa ist ein kompakter Crossover-SUV, den der südkoreanische Automobilhersteller Hyundai seit 2023 über das Joint Venture Beijing Hyundai in China produziert. Der Name geht auf einen der Löwen aus dem Disney-Film „Der König der Löwen“ aus dem Jahr 1994 zurück.

## Übersicht

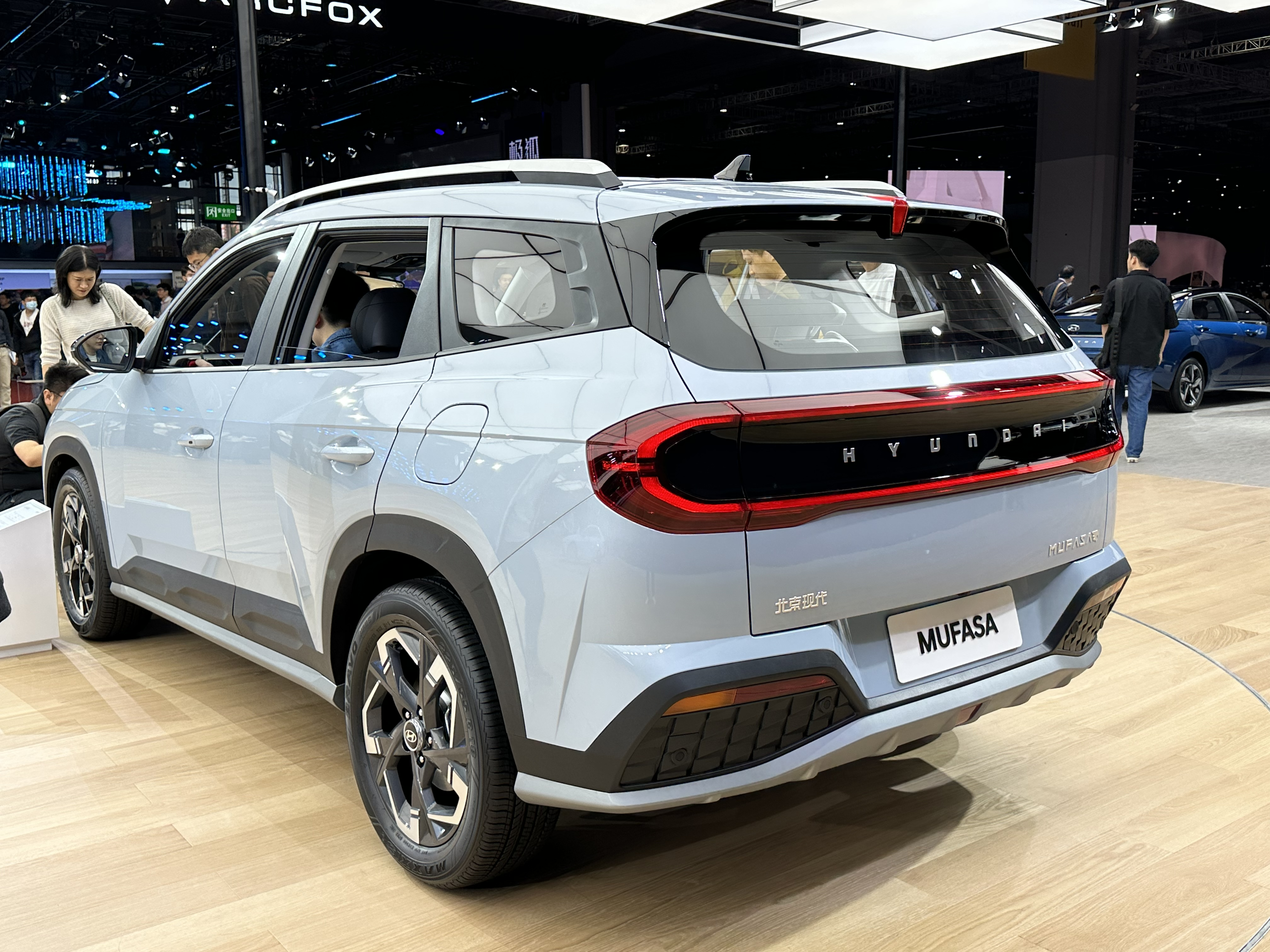
Heckansicht

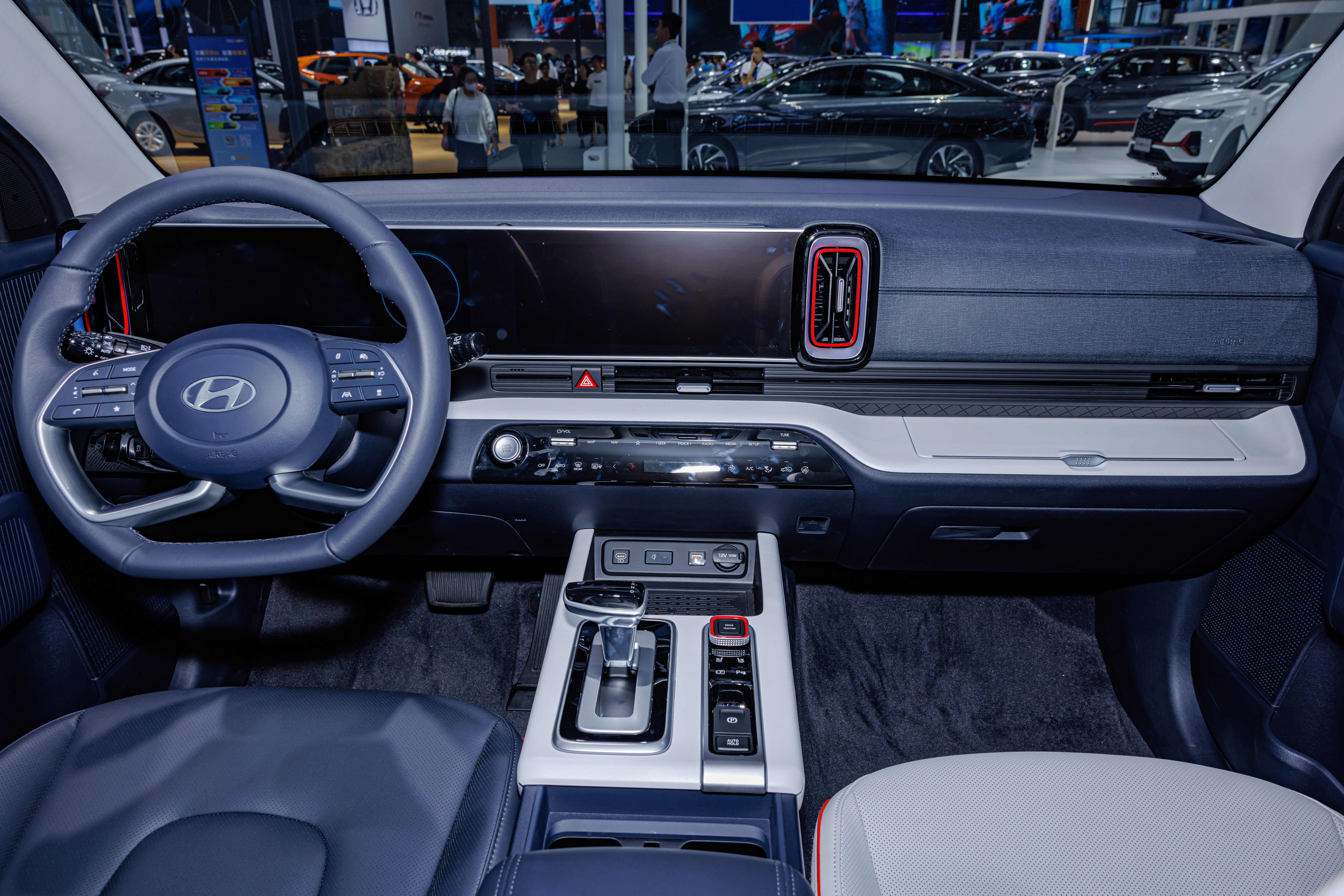
Innenansicht

Der Mufasa wurde am 24. März 2023 als Konzeptfahrzeug mit dem Namen Mufasa Adventure vorgestellt. Er war mit einer Reihe von Offroad-Zubehör ausgestattet und hatte besonders robust wirkende Designelemente.
Das 4,48 Meter lange Serienmodell wurde im April 2023 auf der Shanghai Auto Show als Nachfolgemodell des ix35 vorgestellt. Seit Juni 2023 wird der Mufasa auf dem chinesischen Markt angeboten. Der kasachische Markt folgte im Dezember 2024.

## Technik
Der einzig verfügbare Motor ist ein 2,0-Liter-Ottomotor, der maximal 118 kW (160 PS) leistet und über ein 6-Gang-Automatikgetriebe die Vorderräder antreibt. Die Höchstgeschwindigkeit wird mit 187 km/h angegeben.

### Technische Daten
| Kenngrößen                                  | 2.0                          |
| Bauzeitraum                                 | seit 06/2023                 |
| Motorkenndaten                              |                              |
| Motortyp                                    | R4-Ottomotor                 |
| Motoraufladung                              | —                            |
| Hubraum                                     | 1999 cm³                     |
| max. Leistung                               | 118 kW (160 PS) bei 6500/min |
| max. Drehmoment                             | 193 Nm bei 4500/min          |
| Kraftübertragung                            |                              |
| Antrieb                                     | Vorderradantrieb             |
| Getriebe                                    | 6-Stufen-Automatikgetriebe   |
| Messwerte                                   |                              |
| Höchstgeschwindigkeit                       | 187 km/h                     |
| Beschleunigung, 0–100 km/h                  | 11,1 s                       |
| Kraftstoffverbrauch auf 100 km (kombiniert) | 6,9 l Super                  |
| Tankinhalt                                  | 54 l                         |